# 李承雨
李 承雨（イ・スンウ、이승우、1959年2月21日 - ）は、韓国の小説家である。全羅南道長興郡出身。

## 略歴
李承雨の初期の作品「エリュシクトーンの肖像」をはじめ、代表作である｢茨の影｣、｢生の裏面｣などの作品は、キリスト教的な救いの問題を、現時代の悩みとうまく関連付けている。彼の作品の世界は、人間の底辺にある原罪意識とそれによる不安、そして、そのような人間たちを見守っている神の存在などが絡んでいる。
李承雨は芸術家のアイデンティティに対する問題にも注目して、｢迷宮に対する推測｣(1994)と｢世の外へ｣(1990)などの作品においては、言語の価値崩壊、堕落に対する幻滅、そして、これを克服する可能性について問題を提示したりした。
彼の作品は、人間の実存問題と、神と人間の永遠な乖離など、多少重くて観念的なテーマを扱っている。しかし、人物の内面に対する精密な描写と流麗な文体を通して、その観念性を克服し、文学・芸術の存在論へまで関心の領域を広げている。 

## 受賞歴
- 1981年、韓国文学新人賞
- 1993年、第1回 大山文学賞小説部門
- 2002年、第15回 東西文学賞
- 2003年、第3回 李孝石文学賞
- 2007年、第52回 現代文学賞 小説部門
- 2010年、第10回 黃順元文学賞
- 2013年、第44回 東仁文学賞
- 2021年、第44回 李箱文学賞

## 邦訳作品
- 『死海』きむふな訳、トランスビュー、韓国現代文学選集、2010年12月
- 『生の裏面』金順姫 訳  藤原書店、2011年8月
- 『植物たちの私生活』金順姫 訳、藤原書店、2012年5月
- 『真昼の視線』金順姫 訳、岩波書店、2013年2月
- 『香港パク』 金順姫 訳、講談社、2015年10月

## 主な作品
- 1988年、『그의 수렁』(彼の泥道)　[2]
- 1989年、『일식에 대하여』(日食について)
- 1989年、『사막으로 흐르는 강』(砂漠へ流れる川)
- 1990年、『에릭직톤의 초상』(エリュシクトーンの肖像)
- 1990年、『가시나무 그늘』(茨の影)
- 1991年、『세상 밖으로』(世の外へ)
- 1991年、『따뜻한 비』(暖かい雨)
- 1992年、『황금 가면』(黄金の仮面)
- 1992年、『생의 이면』(生の裏面)
- 1994年、『길을 잃어야 새 길을 만난다』(道に迷ってこそ新しい道を見つける)
- 1995年、『내 안에 또 누가 있나』(私の中に、また誰がいるか)
- 1996年、『사랑의 전설』(愛の伝説)
- 1997年、『1년 3개월 7일』(一年三ヶ月の七日)
- 1998年、『목련공원』(木蓮公園)
- 1998年、『태초에 유혹이 있었다』(太初に誘惑があった)
- 2000年、『식물들의 사생활』(植物たちの私生活)
- 2002年、『나는 아주 오래 살 것이다』(私はとても長く生きるだろう)
- 2008年、『오래된 일기』(古い日記)